# Croix-Mare

Croix-Mare este o comună în departamentul Seine-Maritime, Franța. În 1 ianuarie 2022 avea o populație de 713 de locuitori.